# Suối Tà Mang
Suối Tà Mang là một phụ lưu của Đăk Đrinh trong hệ thống sông Trà Khúc, chảy ở huyện Sơn Hà, tỉnh Quảng Ngãi, Việt Nam .
Tại thị trấn Di Lăng thì suối Tà Mang đổ vào Đăk Đrinh.

## Thủy điện
Thủy điện Tà Mang đã xây dựng trên vùng đất thị trấn Di Lăng huyện Sơn Hà.

## Chỉ dẫn
1. ↑  Do lỗi đánh máy mà trong "Danh mục địa danh dân cư..." theo Thông tư Số 28/2015/TT-BTNMT tên sông đã viết là "Suối Tà Man". Tuy nhiên trong danh mục này còn có cầu Tà Mang và núi Tà Mang là thứ gắn với suối Tà Mang.